# Projecte Proteoma Humà

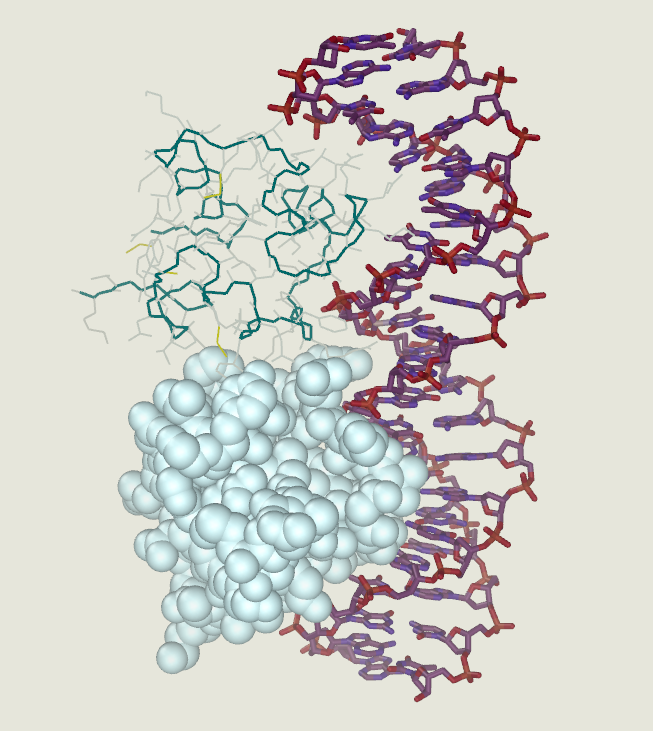
Complex proteínic amb ADN

El Projecte Proteoma Humà o PPH (sigles HPP en anglès) és un projecte col·laboratiu coordinat per l'Organització del Proteoma Humà. Té l'objectiu d'estudiar totes les proteïnes que han produït les seqüències traduïdes del genoma humà.
Després de desxifrar la seqüència del genoma humà gràcies al Projecte Genoma Humà de 20.000 a 25.000 gens, s'ha ampliat la recerca, per desxifrar ara el proteoma humà. Això vol que es pretén saber quin és el funcionament i l'acció de cada proteïna, la seqüència i el plegament que determina cadascun dels gens desxifrats al Projecte Genoma Humà. A més, també pretén conèixer els mecanismes de modificació postraduccionals de les proteïnes, com afecten la fosforilació, la glicosilació, la polimerització, etc., als aspectes fonamentals de la funcionalitat de les proteïnes, i detectar la funcionalitat que tenen segons aspecte ambientals i les relacions multigèniques que s'estableixen en la majoria de les malalties.

## Objectius
Els objectius principals del PPH els va definir l'Organització del Proteoma Humà (HUPO) en el primer congrés que es va realitzar sobre el PPP. Entre aquests objectius hi ha:
- Elaborar un catàleg general de proteïnes humanes, que inclogui les variants proteiques possibles per a cada tipus de proteïna.
- Fer ugmentar i estendre el coneixement de les interaccions entre proteïnes, i de les proteïnes amb els àcids nucleics.
- Investigar els mecanismes emprats per a l'expressió de les proteïnes de cada teixit o òrgan en situacions de salut, malaltia o teràpia.

## Dificultats
El camp de la proteòmica té l'objectiu de desenvolupar i aplicar els coneixements obtinguts de la seqüència genètica per conèixer el comportament i la funcionalitat de les proteïnes, i amb això va sorgir el PPP. No obstant això, realitzar el PPP és més complicat que el Projecte Genoma Humà, ja que s'han de superar les dificultats següents:
- Les proteïnes, tot i que es poden aïllar fàcilment, no es poden amplificar amb mètodes similars a la PCR, de manera que la quantitat de proteïna present en una mostra és la quantitat de proteïnes que pot estudiar. Això implica la dificultat de detectar, identificar i caracteritzar nombrosos casos de proteïnes minoritàries en les concentracions cel·lulars naturals.
- A diferència de l'ARN o l'ADN, les proteïnes no tenen complements d'unió o hibridació d'alta afinitat.
- Les proteïnes tenen un rang de propietats bioquímiques que excedeixen àmpliament el comportament homogeni dels oligonucleòtids i, a més a més, aquestes propietats depenen de l'estructura tridimensional concreta dels polipèptids plegats. La diversitat de qualitats que tenen les proteïnes exigeix un nivell de complexitat més alt a l'hora de fer servir mètodes per manipular-les i processar-les.

Malgrat tot, el Projecte Proteoma Humà, com la proteòmica en general, es preveu que arribi a proporcionar resultats satisfactoris quan es disposi dels coneixements i els mètodes d'estudi necessaris per comprendre els mecanismes proteics.

## Història
L'Organització del Proteoma Humà ha coordinat nombrosos projectes de recerca en proteòmica que estan relacionats amb els teixits humans d'interès clínic, com plasma de sang, fetge, cervell i orina. També ha estat responsable pels projectes associats als estàndards i la tecnologia específica per a l'estudi a gran escala de les proteïnes.
L'estructura i els objectius d'un projecte molt és ampli que el Projecte de Genoma Humà s'ha debatut en nombrosos articles de la bibliografia científica. Els resultats d'aquest debat i un conjunt de reunions als Congressos Mundials de l'Organització del Proteoma Humà els anys 2009, 2010 i 2011 han servit per definir el Projecte Proteoma Humà. Així, s'han format dos sub-projectes el C-HPP i el B/D-HPP. El C-HPP està compost per 25 grups de recerca, cada un per un dels cromosomes humans. El B/D-HPP, en canvi, s'oranitzarà segons la rellevància biològica i de les malalties que s'associïn a les proteïnes.

## Projectes i grups de recerca
La llista següent mostra el conjunt actual de grups que treballen en el projecte, per ordre del cromosoma que estudien.
| Cromosoma | Director del grup de recerca | Procedència                         |
| --------- | ---------------------------- | ----------------------------------- |
| 1         | Fuchu Ell                    | Xina                                |
| 2         | Lydie Lane                   | Suïssa                              |
| 3         | Toshihide Nishimura          | Japó                                |
| 4         | Yu Ju Chen                   | Taiwan                              |
| 5         | Rainer Bischoff              | Països Baixos                       |
| 6         | Paul Keown                   | Canadà                              |
| 7         | Ed Maco                      | Austràlia i Nova Zelanda            |
| 8         | Pengyuan Yang                | Xina                                |
| 9         | Je-Yoel Cho                  | Seül i Corea                        |
| 10        | Joshua Labaer                | EUA                                 |
| 11        | Jong Shin Yoo                | Corea                               |
| 12        | Visith Thongboonkerd         | Índia, Singapur, Taiwan i Tailàndia |
| 13        | Jove Ki Paik                 | Corea                               |
| 14        | Jérôme Garin                 | França                              |
| 15        | Gilberto B Domont            | Brasil                              |
| 16        | Fernando Corrales            | Espanya                             |
| 17        | Bill Hancock                 | EUA                                 |
| 18        | Alex Archakov                | Rússia                              |
| 19        | Gyorgy Marko Varga           | Suècia                              |
| 20        | Siqiu Liu                    | Xina                                |
| 21        | Daniel Figeys                | Canadà                              |
| 22        | Charles Lee                  | EUA                                 |
| X         | Tadashi Yamamoto             | Japó                                |
| Y         | Hosseini Salekdeh            | Iran                                |
| MT        | Andrea Urbani                | Itàlia                              |

## Estat actual del projecte
L'estat de la recerca del Projecte Proteoma Humà es va tractar com a tema destacat al Journal of Proteome Research (3 de gener de 2014, volum 13, 1a edició). L'estat del projecte global va ser parlat en un Editorial en aquell assumpte.
El grup de bioinformàtics dels projecte ha establert un CHPP-wiki per mantenir la informació actual del projecte, i incloure-hi congressos, trobades, esdeveniments i altres recursos especials per als equips individuals dels cromosomes.